# Kim Tae-ri
Kim Tae-ri (Seul, 24 aprile 1990) è un'attrice sudcoreana.
Ha ottenuto un ampio riconoscimento internazionale grazie al ruolo di Sook-hee nel film Mademoiselle (2016) di Park Chan-wook, presentato in anteprima al Festival di Cannes e acclamato dalla critica. La sua interpretazione le è valsa numerosi premi come migliore attrice emergente. Successivamente ha recitato in film come 1987: When the Day Comes (2017), Little Forest (2018) e Space Sweepers (2021), consolidando la propria reputazione cinematografica.
Anche in ambito televisivo ha riscosso notevole successo: ha debuttato nel 2018 con il dramma storico Mr. Sunshine, per poi ricevere ampi consensi con le serie Venticinque e ventuno (2022), Revenant (2023) e Jeongnyeon: The Star Is Born (2024). Per le sue interpretazioni in Venticinque e ventuno e Jeongnyeon: The Star Is Born ha vinto il premio come Migliore attrice ai Baeksang Arts Awards rispettivamente nel 2022 e nel 2025.
Nel 2024 è stata nominata "Television Actor of the Year" da Gallup Korea.

## Biografia
Kim Tae-ri è nata il 24 aprile 1990 a Sangbong-dong, nel distretto di Jungnang a Seul, Corea del Sud. Dopo aver conseguito il diploma presso la Youngshin Nursing Business High School, ha proseguito gli studi in giornalismo e comunicazione alla Kyung Hee University, dove si è laureata nel 2012. Durante il suo secondo anno di università, Kim è stata ispirata a intraprendere la carriera di attrice dopo essersi unita a un club teatrale, che ha alimentato la sua passione per la recitazione.
Dopo la laurea, Kim Tae-ri ha lavorato per un anno come membro della troupe tecnica della compagnia teatrale Iru a Daehakro. Nel 2012, è stata scelta come sostituta di Kang Ae-shim nella produzione teatrale di Spoonface Steinberg, ma non ha avuto l'opportunità di esibirsi sul palco. Successivamente, ha recitato in altre produzioni teatrali, tra cui Pansy e Ask for Love, ed è stata coinvolta nel doppiaggio per la replica di Spoonface Steinberg nel 2013.
Nello stesso anno, Kim ha girato Moon Young, un cortometraggio che ha debuttato al Seoul Independent Film Festival nel 2015; una versione teatrale del film è stata rilasciata nel 2017. Nel 2014, è entrata a far parte della J-Wide Company e ha cominciato a farsi notare anche in numerosi spot televisivi. Durante questo periodo, ha recitato in diversi cortometraggi e partecipato a numerose audizioni per ruoli cinematografici, sebbene abbia affrontato numerosi rifiuti prima di ottenere il suo primo grande successo.
Nel 2016, Kim Tae-ri ha fatto il suo debutto cinematografico con Mademoiselle di Park Chan-wook, venendo selezionata tra 1.500 attrici che avevano fatto il provino per il ruolo. Per la sua interpretazione nel film, ha vinto il premio come miglior attrice esordiente ai Blue Dragon Film Awards, ai Director's Cut Awards, ai Buil Film Awards e ai Busan Film Critics Awards. Park Chan-wook ha dichiarato che la sua prima impressione di Kim gli ha ricordato il suo incontro con l'attrice Kang Hye-jung, che ebbe una svolta nella sua carriera grazie al film Oldboy di Park nel 2003. Nel 2017, Kim ha preso parte al cast del thriller politico 1987: When the Day Comes, un ruolo che le è valso una candidatura come miglior attrice ai Grand Bell Awards.
Nel 2018, Kim Tae-ri è stata protagonista dell'adattamento cinematografico coreano della serie manga Little Forest, insieme a Ryu Jun-yeol e Jin Ki-joo. Per la sua interpretazione, ha vinto il Director's Cut Award e ha ricevuto candidature come miglior attrice ai Blue Dragon Film Awards, ai Baeksang Arts Awards e ai Buil Film Awards. Nello stesso anno, ha fatto il suo debutto televisivo nel melodramma storico Mr. Sunshine, scritto da Kim Eun-sook. La sua performance le è valsa una candidatura al Baeksang Arts Award come miglior attrice. Mr. Sunshine è diventato il sesto drama con il punteggio più alto nella storia della televisione via cavo coreana. Nel 2019, Kim è stata inclusa nella lista dei 30 Under 30 di Forbes nella categoria Intrattenimento e sport.
Nel 2021, Kim ha recitato nel primo blockbuster spaziale coreano Space Sweepers, al fianco di Song Joong-ki. Originariamente previsto per una premiere a luglio 2020, il film è stato posticipato a causa della pandemia di COVID-19 ed è stato rilasciato su Netflix a febbraio 2021. Il film ha debuttato al primo posto su Netflix in almeno 16 paesi e ha accumulato oltre 26 milioni di spettatori domestici durante i primi 28 giorni di disponibilità. Nel mese di agosto 2021, Kim ha firmato un contratto con Management MMM dopo la scadenza del suo contratto con la J-Wide Company.
Nel 2022, Kim Tae-ri è tornata sul piccolo schermo dopo quattro anni di assenza con il drama di formazione Venticinque e ventuno di tvN, al fianco di Nam Joo-hyuk. La serie ha ottenuto un grande successo commerciale ed è diventata uno dei drama più apprezzati nella storia della televisione via cavo coreana. Per la sua interpretazione di Na Hee-do, Kim ha vinto il premio come Migliore Attrice Televisiva e come Attrice più Popolare al 58° Baeksang Arts Awards. Nello stesso anno, Kim ha recitato nel film di fantascienza Alienoid, diretto da Choi Dong-hoon. Per prepararsi al ruolo di Lee Ahn, l'attrice ha seguito un intenso addestramento in una scuola d'azione, imparando arti marziali, tiro e ginnastica. Nel novembre del 2023, è stato annunciato che Kim sarebbe stata protagonista del drama musicale storico di tvN, Jeongnyeon: The Star Is Born, nel ruolo principale di Jeong Nyeon, uscito nel novembre del 2024.
Nel 2025 ha prestato la voce per il film d'animazione Netflix Lost in Starlight, diretto da Han Ji-won.

## Filmografia

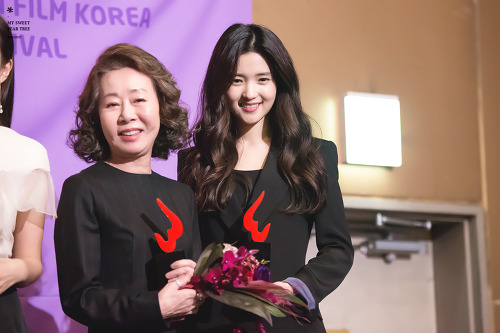
Kim Tae-ri con Youn Yuh-jung

### Cinema
- Simin zombie (시민좀비) – cortometraggio (2010)
- Mwobono? (뭐보노?) – cortometraggio (2014)
- Nugu-in-ga (누구인가) – cortometraggio (2015)
- Lock Out (락아웃) – cortometraggio (2015)
- Mun-yeong (문영) – cortometraggio (2015)
- Mademoiselle, regia di Park Chan-wook (2016)
- 1987: When the Day Comes, regia di Jang Joon-hwan (2017)
- Little Forest, regia di Yim Soon-rye (2018)
- Space Sweepers, regia di Jo Sung-hee (2021)
- Alienoid, regia di Choi Dong-hoon (2022)
- Alienoid: Return to the Future, regia di Choi Dong-hoon (2024)
- Lost in Starlight, regia di Han Ji-won (2025) - voce

### Televisione
- Entourage (2016)
- Mr. Sunshine (2018)
- Venticinque e ventuno (2022)
- Revenant (2023)
- Jeongnyeon: The Star Is Born (2024)

## Doppiatrici italiane
Nelle versioni in italiano dei suoi film, Kim Tae-ri è stata doppiata da:
- Valentina Perrella in Mademoiselle, Alienoid
- Martina Felli in Venticinque e ventuno

Da doppiatrice è sostituita da:
- Martina Felli in Lost in Starlight

## Teatro
- 사랑을 묻다 (2013)
- 너한테 실망이야 (2013)
- Spoonface Steinberg (2013)
- 팬지 (2013)
- 지금도 가슴 설렌다 (2013)

## Videografia
- 2010 – Spring Is Coming dei Tafka Buddah
- 2012 – Spring Tires di Bitnara Yang
- 2012 – Abandoned Lemon dei Number Nine

## Riconoscimenti
| Anno | Premio                          | Categoria               | Ricevente     | Risultato       | Fonte  |
| ---- | ------------------------------- | ----------------------- | ------------- | --------------- | ------ |
| 2016 | Director's Cut Awards           | Best New Actress        | Mademoiselle  | Vincitore/trice | [ 35 ] |
| 2016 | Buil Film Awards                | Best New Actress        | Mademoiselle  | Vincitore/trice | [ 36 ] |
| 2016 | Busan Film Critics Awards       | Best New Actress        | Mademoiselle  | Vincitore/trice |        |
| 2016 | Blue Dragon Film Award          | Best New Actress        | Mademoiselle  | Vincitore/trice | [ 37 ] |
| 2016 | Women in Film Korea Festival    | Best New Actress        | Mademoiselle  | Vincitore/trice | [ 38 ] |
| 2017 | KOFRA Award                     | Best New Actress        | Mademoiselle  | Vincitore/trice | [ 39 ] |
| 2017 | Marie Claire Film Festival      | Best Newcomer           | Mademoiselle  | Vincitore/trice |        |
| 2017 | Asian Film Awards               | Best Newcomer           | Mademoiselle  | Vincitore/trice | [ 40 ] |
| 2017 | Baeksang Arts Award             | Best New Actress (Film) | Mademoiselle  | Candidato/a     |        |
| 2017 | Chunsa Film Art Awards          | Best New Actress        | Mademoiselle  | Candidato/a     |        |
| 2017 | Korea World Youth Film Festival | Favorite New Actress    | Mademoiselle  | Vincitore/trice | [ 41 ] |
| 2017 | Asia Artist Award               | Best Entertainer        | N.D.          | Vincitore/trice | [ 42 ] |
| 2018 | Baeksang Arts Awards            | Best Actress (Film)     | Little Forest | Candidato/a     | [ 43 ] |
| 2018 | Chunsa Film Art Awards          | Best Actress            | 1987          | In attesa       | [ 44 ] |
|      |                                 |                         |               |                 |        |